# Ramat Gan
Ramat Gan of Ramat-Gan (Hebreeuws: רמת גן - 'tuinhoogte') is een stad in Israël, aan de centrale kuststrook, net ten oosten van Tel Aviv. De stad maakt deel uit van de metropool die Goesj Dan heet en heeft ongeveer 200.000 inwoners in 2022.
Ramat Gan werd in 1921 gesticht als een landbouwnederzetting waar tarwe, gerst en watermeloenen werden verbouwd. Door de jaren heen voelden steeds meer mensen zich aangetrokken tot dit centraal gelegen groene gebied. Verder vonden na verloop van tijd grote veranderingen plaats, en Ramat Gan breidde de grenzen uit werd een industriestad en handelsstad.
De overheid van de stad heeft zich grote moeite getroost om ervoor te zorgen dat de inwoners trots kunnen zijn op hun stad. Grote nadruk werd gelegd op onderwijs, en steeds meer scholen en andere onderwijsinstellingen werden gebouwd of uitgebreid. Nieuwe bedrijven en schone industrieën werden opgestart, en voor veel mensen was Ramat Gan de juiste plek om zich te vestigen.
Vandaag de dag beweert Ramat Gan de grootste diamantenbeurs ter wereld te hebben en is het een koploper in het land op het gebied van onderwijs, cultuur en sociale zaken.
In Ramat Gan staat de grootste wolkenkrabber van Israël, de 244 meter hoge 'Stadspoort' Ramat Gan. Dit gebouw is slechts een van vele wolkenkrabbers, die in de stad is gebouwd tijdens de grote stadsuitbreidingen van het laatste decennium. Rond het zakencentrum van de stad, het diamantbeursdistrict draait de markt in diamanten. Dit snel ontwikkelde district is nu werkelijk een concurrent van het zakencentrum van Tel-Aviv, en het beweert dat het de op een na beste skyline van het land heeft.
In Ramat Gan is de Bar-Ilan Universiteit en het Sheba Medisch Centrum (Tel Hashomer) gevestigd.
De ambassade van Nederland bevindt zich ook in deze stad.
25% van de grondoppervlakte van Ramat Gan is gereserveerd voor parken en andere groene gebieden, waarmee het een van de groenste steden van het land is.

## Sport
Ramat Gan beschikt met Hapoel Ramat Gan en Hakoah Amidar Ramat Gan over twee voetbalclubs die landskampioen van Israël zijn geweest. Beide clubs zijn de laatste jaren echter beduidend minder succesvol en spelen nog slechts een bijrol in het Israëlische profvoetbal. 

## Geboren
- Dahlia Ravikovitch (1936-2005), schrijfster en dichteres
- Yair Shamir (1945), topfunctionaris en politicus
- Ilan Ramon (1954-2003), ruimtevaarder
- Etgar Keret (1967), schrijver
- Michal Rozin (1969), politica en feministe
- Danny Danon (1971), politicus
- Aviv Geffen (1973), rockzanger
- Guri Alfi (1976), komiek en acteur
- Tamar Zandberg (1976), politica
- Inbar Lavi (1986), actrice
- Yuval Spungin (1987), voetballer
- Kobi Marimi (1991), zanger